# Onefinestay
Onefinestay est une société hôtelière basée à Londres et fondée en 2009.
Onefinestay est présente à Londres, New York, Paris, Los Angeles et Rome. La société fournit un service aux propriétaires de maisons distinctives et haut de gamme, en leur permettant de laisser leur maison aux invités pendant que la maison est inoccupée.
En avril 2016, Onefinestay compte 2 600 résidences privées.
En mai 2016, Onefinestay est devenu membre de la British Hospitality Association.

## Histoire
L'idée de Onefinestay a été créé par le président-directeur-général et cofondateur Greg Marsh en 2009, à la suite d'un voyage à Pise. Un conseil d'un ami local l'a emmené hors des sentiers battus jusqu'à Piazza delle Vettovaglie. Il réalise qu'il n'aurait jamais connu Pise de la même façon s'il n'avait pas eu ce lien avec quelqu'un qui vivait là. Quand Marsh est retourné à son appartement à Londres, il a eu une deuxième prise de conscience : il était vide alors qu'il était à l'étranger, et chaque fois qu'il voyageait, quelqu'un d'autre pouvait faire l'expérience de Londres tout en restant chez lui. La maison de Marsh a été la première à être énumérée sur le site Web d'Onefinestay.
Fondée en 2009, Onefinestay a lancé son concept à Londres en mai 2010 avec six maisons. Au cours de 2011, l'entreprise a décuplé, s'est développée à l' international avec un lancement à New York en mai 2012, à Los Angeles et à Paris en septembre 2013 puis à Rome en mars 2016,,,.
En avril 2016, AccorHotels a acquis onefinestay pour au moins 170 millions de dollars (117 millions de livres sterling). La société s'engage également à investir 70 millions de dollars dans Onefinestay (50 millions de livres sterling) au cours des prochaines années.
Quatre mois après l'acquisition de Onefinestay par Accor, Greg Marsh démissionne en septembre 2016.

## Modèle d'affaires

### Propriétaires Onefinestay
Onefinestay permet aux propriétaires de louer leur maison à des invités approuvés. Onefinestay gère tout pour le propriétaire, y compris toutes les réservations. Son équipe de ménage interne prépare tout pour l'arrivée des clients. Ils nettoieront la maison avant l'arrivée des invités et après leur départ. Ils vont également mettre de côté les objets de valeur que le propriétaire ne veut pas sur l'affichage. Les membres tiennent à jour une mise à jour sur la disponibilité de leur maison en utilisant un calendrier en ligne.
Une fois qu'un propriétaire a été sélectionné pour rejoindre le service, l'entreprise refuse 9 maisons sur 10.Oefinestay apprend tout sur la maison, ce qui leur permet de répondre aux questions des clients,.
Les maisons énumérées vont des appartements d'une chambre aux maisons de ville et aux bateaux. 

### Partenaires
Onefinestay travaille avec des partenaires de distribution hôtelière et des agents de voyages. La société a le statut Virtuoso et travaille également avec Centurion (l'agent de voyages d'American Express) et Signature.

## LPublication
Guestbook est le magazine interne de Onefinestay. Alex Bagner a rejoint onefinestay en septembre 2012 à partir de Wallpaper*, où elle était rédactrice en chef et est aujourd'hui la directrice éditoriale de onefinestay.

## Sherlock
Sherlock est la technologie d'entrée sans clé brevetée de Onefinestay. Composé d'un appareil physique et d'une application pour smartphone, Sherlock permet un accès sécurisé sans clé à tous les types de maisons, y compris les immeubles d'appartements et les walk-ups, en utilisant un téléphone mobile . La technologie a été initialement développée par Daniel Townsend  et poursuivie par Eduardo Aguilar Peláez  et son équipe. Le produit se poursuit maintenant en tant que société indépendante sous le nom de Klevio.